# John McLellan
Pour les articles homonymes, voir McLellan.
John McLellan (né le 6 août 1928 à South Porcupine en Ontario - mort le 27 octobre 1979 à Agincourt) est un joueur professionnel de hockey sur glace canadien.

## Carrière de joueur
Il commence sa carrière professionnelle dans la LAH, avec les Hornets de Pittsburgh. Ensuite, il joue ses deux seuls matchs dans la LNH avec les Maple Leafs de Toronto. Après un retour au source avec les Hornets puis les Barons, il va jouer avec les Falcons de Milwaukee puis les Dixie Flyers de Nashville, où il termine sa carrière de joueur.

## Carrière d’entraineur
En 1959, il commence sa carrière d'entraîneur ; il entraîne notamment les Maple Leafs de la LNH pendant cinq ans.